# Волгоградский завод транспортного машиностроения
Волгогра́дский заво́д тра́нспортного машинострое́ния — бывшее предприятие транспортного машиностроения России, располагавшееся  в Дзержинском районе Волгограда.
Завод позиционировал себя как ориентированный на создание новейших образцов транспортных средств общественного использования с высокими потребительскими свойствами, и представлял услуги капитально-восстановительных работ, продажи запасных частей и комплектующих агрегатов, а также дилерское обслуживание.

## История

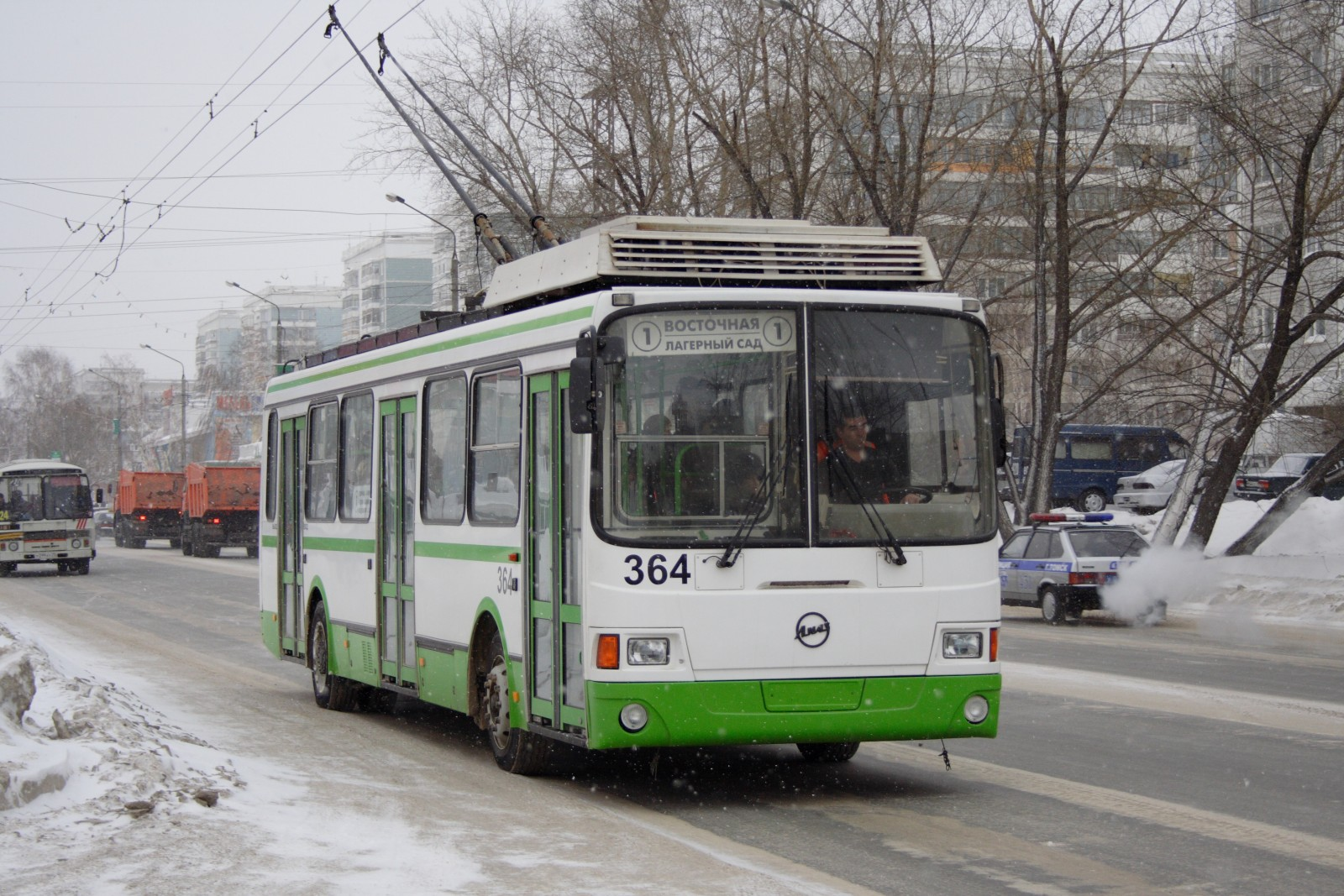
Троллейбус ЛиАЗ-5280 (ВЗТМ) в Томске

Создано 9 мая 1999 года как открытое акционерное предприятие на базе ремонтной площадки Энгельсского троллейбусного завода.
Предприятие являлось основным производителем троллейбусов по Южному федеральному округу России с потенциалом выпуска до 200 троллейбусов в год. По некоторым оценкам пик производства пришёлся на 2003 год, когда предприятие выпускало почти 60 троллейбусов в год, что составляло 13 % рынка троллейбусов в России. Согласно другим данным в 2003 году завод выпустил около 100 троллейбусов. К 2009 году доля рынка сократилась до 4 %.
В 2003 году группа менеджеров и конструкторов предприятия покинула завод для того, чтобы создать новое троллейбусное предприятие — ООО «Волгоградский троллейбусный завод». На новом заводе была создана модель, которая, по словам руководства ВЗТМ, в точности повторяла модель троллейбуса ВЗТМ.
К 2009 году предприятие задолжало более 7 миллионов рублей налогов. В отношении завода была введена процедура наблюдения. Производство остановлено. 21 июля 2009 года Арбитражным судом Волгоградской области признал ЗАО «Волгоградский завод транспортного машиностроения» банкротом.
В 2016 году предприятие официально ликвидировано.

## Производство
- Троллейбус ЛиАЗ-ВЗТМ-5280
- Троллейбус ЛиАЗ-ВЗТМ-52803
- Троллейбус ВЗТМ-5284 (163 машины)
- Троллейбус ВЗТМ-5290 (5 машин), ВЗТМ-5290.02 (9 машин)
- Автобус городской малый ВЗТМ-3273
- Автобус городской малый ВЗТМ-32731
- Полуприцеп-автовоз ВЗТМ-9463-0000010

Троллейбусы предприятия помимо Волгограда эксплуатировались в Волгодонске, Ижевске, Калуге, Коврове, Майкопе, Махачкале, Москве, Нальчике, Новокуйбышевске, Пензе, Перми, Петрозаводске, Рязани, Санкт-Петербурге, Саранске, Ставрополе, Туле, Твери, Челябинске, Иванове
Предприятие изготовило несколько передвижных церквей для Русской православной церкви. В 2004 году храм был создан на прицепе для КамАЗа. В 2009 году во время учений на Мулинском полигоне ВЗТМ представил трехосную полноприводную военно-полевую церковь с выдвигающимся куполом на основе военной модификации КамАЗа.